# サンダーバード (2004年の映画)
『サンダーバード』（Thunderbirds）は、2004年に制作されたイギリス・フランス・アメリカ合衆国合作の映画。SFテレビシリーズ『サンダーバード』の3回目の映画化作品。
テレビシリーズと前2作の映画は人形劇で、ミニチュアによる特撮が主体だったのに対し、本作は俳優による実写版で、CG映像をフルに活用した作品である。アメリカ合衆国では2004年7月24日、日本では2004年8月7日に公開。ユニバーサル・ピクチャーズ配給。日本語版では、国際救助隊トレーシーファミリーの吹き替えと主題歌をV6が担当した。

## 概要
1965年にジェリー・アンダーソンが製作した人形劇（スーパーマリオネーション）のテレビシリーズ『サンダーバード』は、2本の映画版（『サンダーバード 劇場版』、『サンダーバード6号』）が製作されたが、いずれも興行成績は不振に終わった。『サンダーバード』の諸権利はイギリスのテレビ放送局ATVが所有していたが、1981年に同局が閉局すると、転売が繰り返された後、1995年（1997年とも）にイギリスの映画会社ワーキング・タイトル・フィルムズが映画化権を取得し、同社の経営者の一人であるティム・ビーヴァンにより、実写映画化の準備が始まった。ジェリー・アンダーソンによれば、彼はプロデューサーと監督から夕食に招待されたが、すでにクリエイティブの人員は足りているとの理由で、スタッフとして雇われることはなかったという。このとき予定されていた監督は、ピーター・ヒューイットであったが、製作は中止されてしまった。
紆余曲折を経て、ピーター・ヒューイットとウィリアム・オズボーンの原案を元に、オズボーンとマイケル・マッカラーズが脚本を仕上げ、監督には、『新スタートレック』でウィリアム・ライカー副長を演じ、映画版『スタートレック ファーストコンタクト』、『スタートレック 叛乱』で監督を務めた、アメリカ人のジョナサン・フレイクスが起用されることになった。フレイクス起用の理由は、アメリカ市場に食い込むためアメリカの観客を熟知しており、VFXやCGIを使った作品で経験豊富な人物であったからである。そのVFXは、イギリスのフレームストアCFCが手がけることとなり、マイク・マッギーと、マーク・ネムルスが、CGIはクレイグ・リンがスーパーバイザーを務め、SFXは、ジェイソン・マッキャメロンらが担当した。また、編集は『シカゴ』でアカデミー編集賞を受賞したマーティン・ウォルシュ、音楽は『ライオン・キング』でアカデミー作曲賞を受賞したハンス・ジマーが担当した。
時代設定は、オリジナル版の2065年から2020年に変更され、かつてのオリジナル版や映画版を見たことがない世界の大多数の人々のために、国際救助隊の「トレーシー・ボーイズ」の5男アランの成長を描きながら、『サンダーバード』を紹介するストーリーとなった。アラン役には、『サーティーン あの頃欲しかった愛のこと』に出演したブラディ・コルベットが抜擢され、『ER緊急救命室』のマーク・グリーン役で知られるアンソニー・エドワーズや、『ガンジー』でアカデミー主演男優賞を受賞したベン・キングズレーらが脇を固めた。メカもオリジナルのデザインを尊重しつつ変更が加えられた。撮影は、007シリーズで知られるロンドンのパインウッド・スタジオで行われ、国際救助隊の秘密基地のあるトレーシー・アイランドのロケはセーシェルで実施されて、2年間にわたる製作期間の末、本作は完成した。だが、続編も予定され（日本を舞台にする構想だったらしい）、フレイクス監督やキャストの多くが参加意欲十分であったにもかかわらず、興行成績は不調に終わり、続編製作には到らなかった。

## ストーリー
2020年、元宇宙飛行士で大富豪のジェフ・トレーシーは、私財を投じて国際救助隊を設立していた。天才科学者・ブレインズの開発した救助メカ「サンダーバード」を操縦するのは、ジェフの息子たち「トレーシー・ボーイズ」だったが、五人兄弟の末っ子であるアランは、まだ救助活動に参加させてもらえないことを不満に思っていた。
ある日、トレーシー家で働くキラノの兄で、かつて国際救助隊に救出されなかったことを逆恨みするザ・フッドが、救助隊の秘密基地のあるトレーシー・アイランドの場所を突き止め、潜水艦で接近した。フッドと彼の手下たちは宇宙空間のサンダーバード5号をミサイルで攻撃し、その救助にジェフと四兄弟がサンダーバード3号で向かった隙に、島を制圧した。フッドの真の目的はロンドン銀行襲撃であり、フッド一味はサンダーバード2号を奪ってロンドンに向かった。
アランは、ブレインズの息子・ファーマット、キラノの娘でありフッドの姪にも当たるティンティン、そしてイギリス貴族で救助隊のエージェントでもあるレディ・ペネロープと協力して、サンダーバード1号でフッド一味の後を追い、彼らの陰謀を粉砕するのだった。

## 登場人物
登場人物は、オリジナル版からある程度設定が変更されている。
アラン・トレーシー
演 - ブラディ・コーベット、日本語吹替 - 岡田准一
本作の主人公。14歳。まだ学生であるため、普段は救助隊のファンを装っている。家族からは子供扱いされているが、勇敢なしっかり者。サンダーバード4号パイロットに変更（成り行き上、1・2号も操縦する）。
ジェフ・トレーシー
演 - ビル・パクストン、日本語吹替 - 坂本昌行
息子たちと共に出動し、現場で直接指揮を執る。
本作では妻の死因が明らかになっている（雪崩事故）。人命救助の理想と、息子達の命を危険にさらしている現実で葛藤する面もある。
ジョン・トレーシー
演 - レックス・シャープネル、日本語吹替 - 長野博
24歳、長男に変更。ジェフの数少ない相談相手でもある。
オリジナル版同様にサンダーバード5号に滞在。
スコット・トレーシー
演 - フィリップ・ウィンチェスター、日本語吹替 - 井ノ原快彦
22歳、次男に変更。やや傲慢な性格。
オリジナル版同様にサンダーバード1号を操縦する。
バージル・トレーシー
演 - ドミニク・コレンソ、日本語吹替 - 森田剛
20歳。芸術家からテクノミュージシャンに変更。
性格はやや軽薄になったが、オリジナル版同様に人命救助に対して大変真面目。サンダーバード2号・救助メカのほかに、3号のパイロットも担当。
ゴードン・トレーシー
演 - ベン・トージャーセン、日本語吹替 - 三宅健
18歳。正式メンバーになったばかりで経験が浅い。
サンダーバード3号パイロットに変更（操縦はバージルと共同）。
ブレインズ
演 - アンソニー・エドワーズ、日本語吹替 - 井上倫宏
本名、ホラチオ・ハッケンバッカー。知性が高すぎるあまり口がどもり、説明が苦手。
ファーマット
演 - ソレン・フルトン、日本語吹替 - 宮里駿
映画オリジナルキャラクターで、ブレインズの息子。アランと同じ学校に通う。父親同様、メカには強いが運動は苦手。
ティンティン
演 - ヴァネッサ・ハジェンズ、日本語吹替 - 清水理沙
オリジナル版の日本語版では「ミンミン」という名前になっていたが、この作品ではオリジナル名の「ティンティン」になっている。フッドと同様と思われる超能力をもつ（本人も気付いている）が、完全に使いこなせるわけではない。水泳が得意。
レディ・ペネロープ・クレイトン＝ワード
演 - ソフィア・マイルズ、日本語吹替 - 小林沙苗
格闘技を会得している。また、彼女専用のパイロットスーツもある。
アロイシャス・パーカー
演 - ロン・クック、日本語吹替 - 田原アルノ
金庫破りで投獄されていた過去がある。得意スポーツはボクシング。劇中ではペネロープの持っていた「ある物」を使って鍵を開けた。
ザ・フッド
演 - ベン・キングズレー、日本語吹替 - 麦人
元は鉱山のオーナー。事故の際に救助隊に見捨てられ、死にかけた過去から、救助隊に恨みを抱いている。怪しげな超能力を使ったりする事も出来る。
トランソン
演 - ローズ・キーガン、日本語吹替 - まるたまり
映画オリジナルキャラクター。フッドに自身の才能を見出されたことを感謝しており、その頭脳で彼をサポートする。また、科学者としてブレインズを尊敬していた。
ミュリオン
演 - デオビア・オパレイ、日本語吹替 - 江川央生
映画オリジナルキャラクター。巨漢で怪力の持ち主。「大金持ちになれるから」という理由でフッドについていくが、彼への忠誠心は全くない。
キラノ
演 - バスカー・パテル
フッドの弟。トレーシー家の使用人。ティンティンの父親。
オナハ
演 - ハーヴェイ・バーディ
映画オリジナルキャラクター。ティンティンの母親でキラノの妻。夫同様トレーシー家の使用人。
- その他の声の吹き替え：塾一久、上村典子、竹村叔子、加藤亮夫、寺瀬今日子、石住昭彦、浦山迅、進藤一宏、上田陽司、武虎、水落幸子、小林由美子、新垣樽助、白石涼子、松元惠、山崎みちる、花田麻実子、今大輔、桑原暁、石川佳苗、小滝いづみ、羽賀聖

## メカニック
オリジナル版を参考にして、最新の航空力学によるフォルムの修正に加え、機能にも変更がある。オリジナル版と比較すると4号は新規のデザイン、1号と3号は比較的オリジナルに近い。2号と5号はその中間で、大幅にデザインが変更されているがオリジナルの雰囲気も残している。
サンダーバード1号
オリジナル版に比べ、若干飛行機色が強くなったが、外観の差は少ない。オリジナル版では1人乗りだったが、本作では4人以上で搭乗可能。また、オリジナル版のような操縦席の姿勢維持機能はない。また、オリジナル版の様に可変後退翼を展開する描写は少ないが、低速飛行時や着陸時には展開している。
サンダーバード2号
オリジナル版と比べ、機体全体がより丸みを帯びている。主翼が機体後部から伸び、エンジン排気ノズルが後部で一体化している。機能では、オリジナル版では搭載コンテナが1つだったのに対し、本作では小さな複数のコンテナを搭載する方式になっている。
サンダーバード3号
宇宙用ロケットであるが、オリジナル版と違い、大気圏内も飛行可能。メカの中では1番、オリジナル版との外観におけるギャップが少ない機体である。
サンダーバード4号
オリジナル版と違い、操縦席全体がガラスで吹きぬけになった外観になっている。救助用バケットを装備しておらず、代わりに2本のマニピュレーターを装備している。
サンダーバード5号
オリジナル版と比べ、居住区とドッキング部が分かれたような外観はしていない。オリジナル版の2号以来、攻撃による壊滅的なダメージを受けた機体である。
ジェットモグラ（The Mole）
オリジナル版から当作まで含めて「ジェットモグラ」は日本語版でのみの呼称。オリジナル版に比べ、ずんぐりむっくりした外観をしている。オリジナル版のような1本の円錐型のドリルではなく、複数のディスク状の刃が互い違いの方向に回転するドリルに変更された。
サンダライザー（The Thunderizer）
オリジナル版の日本語版における呼称は「レーザー切断車」。対象物にコンピューターで照準を合わせ、瞬く間に出口を切り開くことができる。
ファイヤーフライ （The Firefly）
オリジナル版の日本語版における呼称は「ジェットブルドーザー」。オリジナル版よりも小型で操縦席が露出しており、デザインは全く異なる。消火剤を発射することが可能。
ペネロープ号（FAB1 - ファブワン）
オリジナル版から当作まで含めて「ペネロープ号」は日本語版でのみの呼称。オリジナル版ではロールスロイスを改造したマシンであるが、ロールスロイス側が使用を拒否したため代わりにフォード・サンダーバードをベースにした新型が使用された。本作ではオリジナル版同様の水陸両用車としての機能に加え、飛行形態への変形機構が追加されている。BBCの自動車番組トップ・ギアの企画で、イギリスの一般道を走行させたが、ホイールベースが非常に長い為、車線の変更などに難儀している様子が放映された。

## スタッフ
- 原案：ピーター・ヒューイット（英語版）、ウィリアム・オズボーン（英語版）
- 監督：ジョナサン・フレイクス
- 脚本：マイケル・マッカラーズ（英語版）、ウィリアム・オズボーン
- 音楽：ラミン・ジャヴァディ、ハンス・ジマー
- 製作：ティム・ビーヴァン、エリック・フェルナー、マーク・ハッファム（英語版）
- 製作総指揮：ライザ・チェイシン、デブラ・ヘイワード
- キャラクター創造：ジェリー・アンダーソン、シルヴィア・アンダーソン
- 撮影：ブレンダン・ガルヴィン
- 編集：マーティン・ウォルシュ
- 視覚効果：フレームストアCFC

## 主題歌
- 字幕版
BUSTED「Thunderbirds Are Go!」
- 日本語吹き替え版[3]
V6「サンダーバード-your voice-」